# Shōhō
Die Shōhō (japanisch 祥鳳 ‚viel verheißender Feng‘) war ein Leichter Flugzeugträger der Kaiserlich Japanischen Marine. Mit ihrem Untergang im Mai 1942 war sie der erste japanische Flugzeugträger, der im Pazifikkrieg versenkt wurde.

## Bau
Sie wurde 1934 als U-Boot-Begleitschiff namens Tsurugisaki (剣埼) auf Kiel gelegt und 1939 fertiggestellt. Zwei Jahre wurde sie auch als solches eingesetzt. 1941 begann man, sie zu einem leichten Flugzeugträger umzubauen, was aufgrund ihres Entwurfes, der die Fertigstellung als Versorgungsschiff, Öltanker oder Flugzeugträger erlaubte, leicht möglich war, und änderte ihren Namen auf Shōhō.

## Geschichte

### Pazifikkrieg
Im Zweiten Weltkrieg wurde sie am 30. November 1941 unter dem Kommando von Kaigun-Taisa Izawa Ishinosuke der 4. Trägerdivision zugeteilt. Sie unternahm einige Fahrten nach Rabaul, um Flugzeuge dorthin zu transportieren.

### Port Moresby
Im April 1942 nahm sie zusammen mit den Schweren Kreuzern Aoba, Kinugasa, Furutaka und Kako der 6. Kreuzerdivision unter dem Kommando von Konteradmiral Gotō Aritomo an der Operation MO zur Eroberung von Port Moresby auf Neuguinea teil.

### Korallenmeer und Untergang

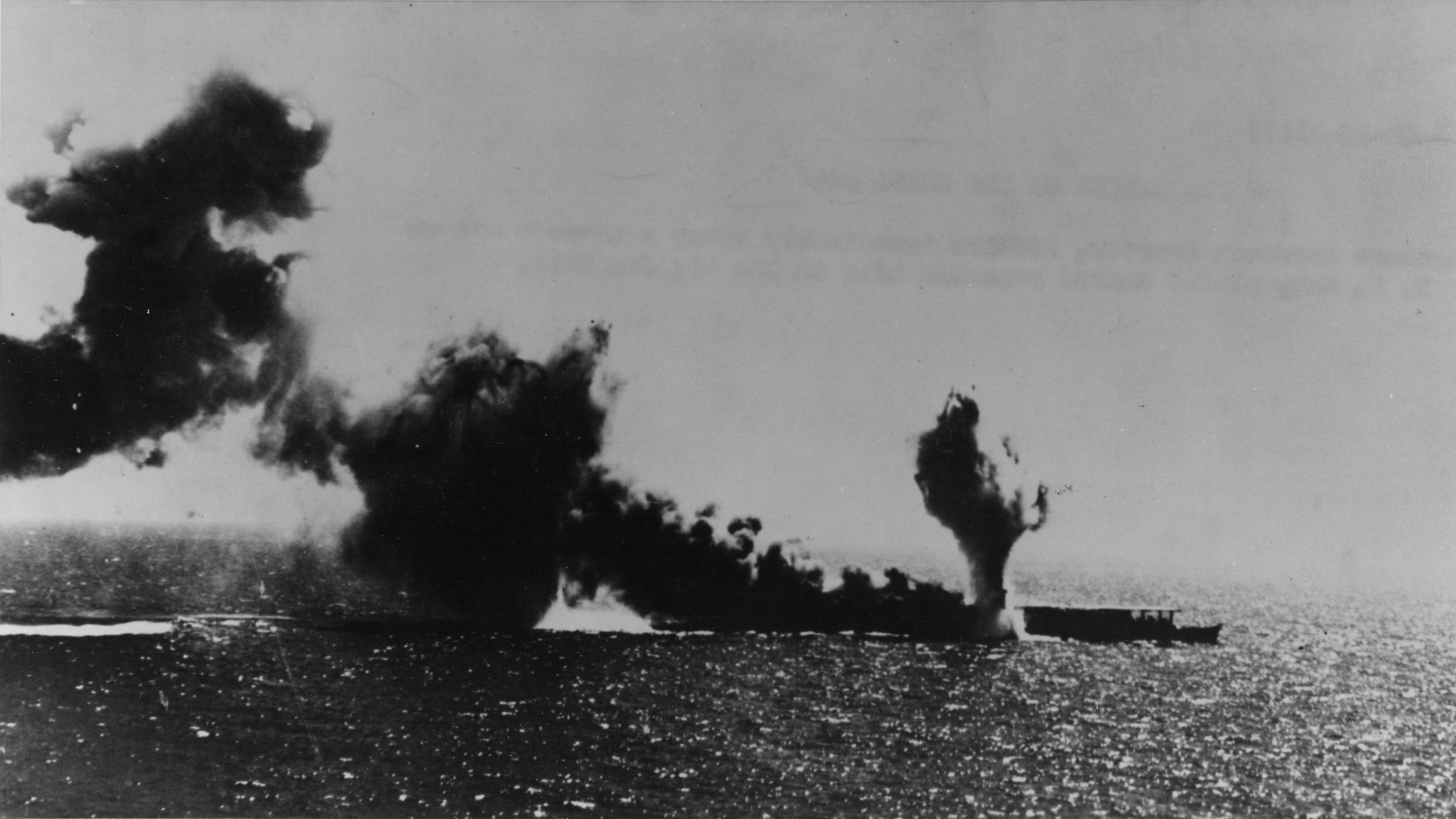
Die Shōhō wird in der Schlacht im Korallenmeer von einem Torpedo getroffen

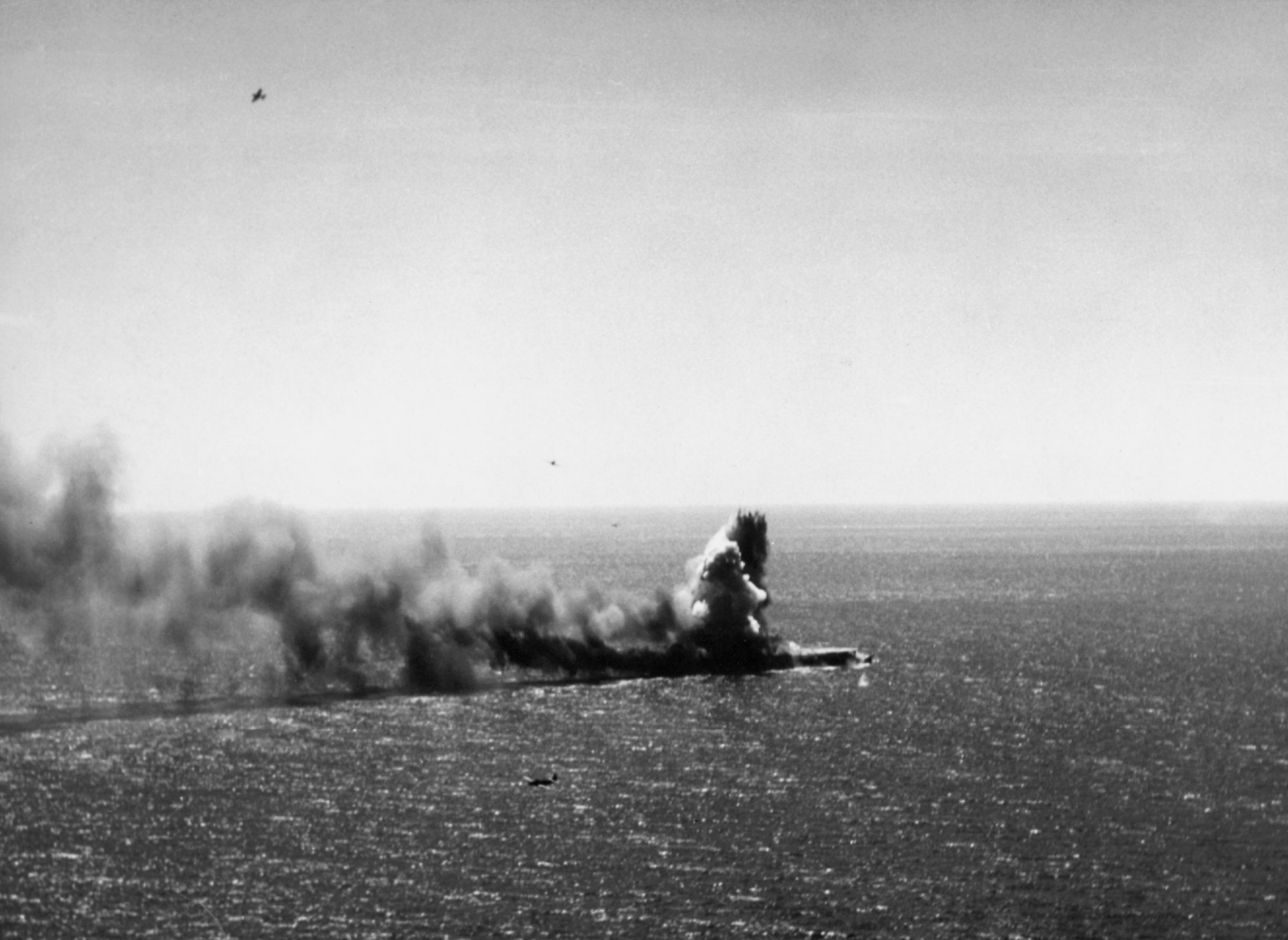
Eine schwere Explosion zerreißt das Deck der Shōhō, möglicherweise nach einem Treffer durch eine 1.000-lb-Bombe.

Die Shōhō hatte am 3. Mai 1942 die Landung japanischer Truppen auf Tulagi gesichert und lief anschließend nach Norden, um die japanische Landungsflotte zu eskortieren, die Port Moresby angreifen sollte. Zwei japanische Flottenträger waren dem Verband zusätzlich als Fernsicherung zugeteilt. Das anschließende Zusammentreffen mit zwei amerikanischen Flottenträgern führte zu einer Reihe von Gefechten, die als Schlacht im Korallenmeer, die erste Seeschlacht zwischen Flugzeugträgern, bekannt wurde.
Japanische Aufklärungsflugzeuge hatten die Träger Lexington und Yorktown entdeckt, aber wieder verloren. Als am 7. Mai um 7:22 Uhr die gegnerischen Träger erneut gemeldet wurden, starteten die japanischen Flottenträger Shōkaku und Zuikaku ihre Maschinen, um diese Bedrohung für die Landungsflotte auszuschalten. Im Zielgebiet bemerkten die Piloten, dass der eigene Aufklärer den Tanker Neosho und einen begleitenden Zerstörer versehentlich als Flugzeugträger identifiziert hatte. Beide Schiffe wurden versenkt. Die amerikanischen Flugzeugträger starteten nahezu zeitgleich ihre Maschinen, um einen Verband von zwei Flugzeugträgern anzugreifen, aber auch sie folgten einer Falschmeldung. Noch während die amerikanischen Flugzeuge im Anflug waren, entdeckte ein Aufklärer der USAAF den von der Shōhō begleiteten japanischen Landungsverband nahe der Insel Misima und leitete die eigenen Trägerflugzeuge zu diesem neuen Ziel.
Am 7. Mai 1942 wurde die Shōhō gegen 11 Uhr von 53 Douglas SBD-Dauntless-Bombern und 22 Douglas TBD-Devastator-Torpedoflugzeugen in mehreren Wellen angegriffen. Die sechs zur Eigensicherung eingesetzten Jagdflugzeuge konnten die Angriffe nicht abwehren. Das Flugabwehrfeuer von zwei begleitenden Aoba-Klasse-Kreuzern und zwei Kreuzern der Furutaka-Klasse konnte den Angreifern ebenfalls keinen signifikanten Schaden zufügen.
Nach Treffern von mindestens sieben Torpedos und dreizehn Bomben sank der leichte Flugzeugträger um 11:35 Uhr. 631 Besatzungsmitglieder kamen dabei ums Leben. Kapitän Izawa und 202 Mann konnten durch den Zerstörer Sazanami gerettet werden.
Die Shōhō war der erste japanische Flugzeugträger, der während des Pazifikkrieges versenkt wurde.